# Plános
Plános (Planos) är en ort i Grekland.   Den ligger i prefekturen Nomós Zakýnthou och regionen Joniska öarna, i den sydvästra delen av landet, 250 km väster om huvudstaden Aten. Plános ligger 13 meter över havet och antalet invånare är 742. Den ligger på ön Zakynthos.
Terrängen runt Plános är varierad. Havet är nära Plános åt nordost.Runt Plános är det tätbefolkat, med 331 invånare per kvadratkilometer. Närmaste större samhälle är Zákynthos, 4,9 km sydost om Plános. 